# فرودگاه بیتبورگ
فرودگاه بیتبورگ (به انگلیسی: Bitburg Airport) (به زبان بومی: Flugplatz Bitburg) یک فرودگاه همگانی با کد یاتا BBJ است که یک باند فرود آسفالت دارد و طول باند آن ۳۰۵۶ متر است. این فرودگاه در شهر بیتبورگ کشور آلمان قرار دارد و در ارتفاع ۳۷۳ متری از سطح دریا واقع شده‌است.